# Denisa Křížová
Denisa Křížová (* 3. listopadu 1994 Horní Cerekev) je česká hokejová útočnice, hráčka týmu PWHL Vancouver a dlouholetá členka české reprezentace.

## Klubová kariéra
S hokejem začínala v Pelhřimově v chlapeckém týmu, v 13. letech začala trénovat s pražskou Slavií.
Během čtyř let na Northeastern University získala Křížová 169 bodů ve 143 zápasech, stala se tak šestou nejúspěšnější hokejistkou v historii univerzity.
Křížová se stala první hráčkou narozenou v České republice, která byla vybrána v draftu NWHL, kde ji získal tým Connecticut Whale jako 13. v draftu NWHL za rok 2017. Dne 2. srpna 2018 podepsala svou první profesionální smlouvu s týmem Boston Pride.
Po pouhém roce v Pride se vrátila do Evropy, kde přestoupila do týmu Brynäs IF v SDHL. V první sezoně v týmu získala 47 bodů ve 34 zápasech, což stačilo na 7. místo v celé lize. Ve švédském týmu hrála až do roku 2022, následně přešla do týmu nejvyšší americké hokejové ženské ligy Premier Hockey Federation Minnesota Whitecaps.

### PWHL
Po zrušení PHF byla Křížová v září 2023 vybrána Minnesotou v draftu do nově vzniklé PWHL. S klubem v sezónách 2024 a 2024/25 dvakrát získala Walter Cup.
Dva týdny po zisku druhého Walter Cupu se Křížová dne 9. června 2025 přesunula do Vancouveru, který si jí vybral na celkové 12. pozici v rozšiřovacím draftu PWHL.

## Reprezentační kariéra
Zúčastnila se mistrovství světa žen IIHF 2016. V roce 2022 se zúčastnila MS v ledním hokeji žen, kde získala s českým ženským týmem bronzovou medaili a v témže roce se s týmem ženských hokejistek zúčastnila zimních olympijských her v Pekingu, kde tým skončil ve čtvrtfinále.

## Hokejbal
V roce 2015 na mistrovství světa hokejbalistek získala s týmem stříbrnou medaili, v roce 2017 v mistrovství světa v hokejbalu získala s týmem zlatou medaili, v roce 2019 tým žen skončil na čtvrtém místě a v roce 2022 na mistrovství světa v hokejbalu posléze získala s týmem na mistrovství světa hokejbalistek stříbrnou medaili.

## Individuální ocenění
- Mistrovství světa v hokejbalu 2017 – nejlepší útočník[17]